# 공무도하가
〈공무도하가〉(公無渡河歌)는 한국 시가 사상 가장 오래된 것으로, 고조선 시대 뱃사공 곽리자고(藿里子高)의 아내인 여옥(麗玉)이 지은 노래이다.
〈공후인〉(箜篌引)이라고도 부른다.  고조선 시대의 일인데도 우리나라보다 먼저 진(晉)나라 때 최표(崔豹)에 의해 고금주(古今注)에 기록됐고 이 후 실학자 한치윤의 해동역사(海東繹史)에 설화와 가사가 함께 옮겨오면서 비로소 우리 문학으로 인정받게 되었다.  구지가, 해가, 고구려의 유리왕이 지은 황조가, 정읍사와 함께 상고시가(上古詩歌) 에 속하는 가장 오래된 문학작품으로, 문헌으로 남아 있는 고대 가요 중에 가장 오래된 서정 시가이다. 

중국 진(晋)나라 때 최표(崔豹)가 쓴 《고금주》(古今注)에 다음과 같이 그 노래와 설화를 기록하고 있다.
| “ | 〈공후인〉이란 노래는 조선 땅의 뱃사공 곽리자고의 아내 여옥이란 여인이 지은 것이다. 자고가 새벽 일찍이 일어나 나루터에 가서 배를 손질하고 있었다. 그때 난데없이 머리가 새하얗게 센 미치광이 한 사람이 머리를 풀어헤친 채 술병을 끼고 강물 속으로 들어가는 것이었다. 그리고 그 뒤에는 그 늙은 광부(狂夫)의 아내가 쫓아오면서 남편을 부르며 말렸으나 그 늙은이는 깊은 물속으로 휩쓸려 들어가 기어코 물에 빠져 죽고 말았다. 이때 그 아내는 들고 오던 공후를 끌어 잡아 타면서 ‘공무도하’의 노래를 지어 불렀다. 그 노랫소리는 말할 수 없이 구슬펐다. 노래를 마치자 그 아내 또한 스스로 몸을 물에 던져 죽고 말았다. 자고는 집에 돌아와 아내인 여옥에게 자기가 본 사실을 이야기하고 또한 그 노래의 사설과 소리를 아내에게 들려주었다. 남편의 이야기를 들은 여옥은 눈물을 흘리며, 공후를 끌어안고 그 노래를 다시 한 번 불러 보았다. 그 노래를 듣는 사람이면 누구나 눈물을 금할 수 없고 울음을 터뜨리고는 했는데, 여옥은 이웃에 살고 있는 친구 여용(麗容)에게 이 노래를 가르쳐 주고, 또한 노래 이름을 〈공후인〉이라 부르기로 했다. | ” |

이 노래에 대해서는 그 견해가 구구한데 몇 가지 감상이나 해석을 소개하면 다음과 같다.

" 그가 물 속에 들어갔을 때만 해도 돌아오라는 절규였을 말들이 그가 물 속에 잠기는 순간 인사불성의 노래로 바뀌기 시작했으리라. 에우리디케를 잃은 우르페우스 같았을 것이다" 신형철 <인생의 역사> 중 공무도하가편
| “ | 〈공후인〉의 이야기를 하나의 신화로 해석해 보았을 때 … 이 이야기의 주인공인 백수 광부(白首狂夫)는 현실적인 인간이 아니라 주신(酒神)이고, 그 아내는 곧 하천의 요정(妖精)인 악신(樂神)이라고 볼 수 있을 것 같다. 그들은 신이기 때문에 생사를 초월하고 범연히 강물 속으로 걸어 들어갈 수 있었고, 또한 신이기 때문에 그 남편의 죽음을 눈앞에 보고 공후를 끌어당겨 남편의 죽음을 노래로 조상할 수도 있었다. | ” |
|   | — 정병욱 , 〈한국시가 문학사〉 |   |

| “ | 〈공후인〉은 주로 가곡으로서의 명칭이므로 문학의 처지에서는 〈공무도하가〉라는 편이 좋고, 원작자는 여옥이 아니고 실명(失名) 광부(狂夫)의 아내이며, 제작 연대는 서기 2세기 후반경이다. 그러나 현존하는 〈공무도하가〉는 애초에 민요였고, 광부와 그의 아내의 슬픈 죽음은 민요 발생의 소재로 생각할 수 있다. | ” |
|   | — 양재연 , 〈공무도하가 소고〉 |   |

| “ | 한문학 작품으로서 최고의 것은 고조선의 〈공후인〉, 유리왕의 〈황조가〉를 든다. 그러나 이것은 … 당시의 조선문화의 정도로 추단(推斷)하여 아마도 후세인의 위작(僞作)이 아니라면 번역시인 듯하다. | ” |
|   | — 조윤제 , 《한국문학사》 |   |

아무튼 〈공후인〉은 일찍이 구비 문학으로 내려오다가 한자가 들어온 뒤에 정착된 것인지, 또는 한인(漢人)이 한민족의 작품을 모아 한곡(漢曲)인 〈금조구인〉(琴操九引) 중에 넣었는지는 알 길이 없으나, 시가 발전 사상 그 위치를 말한다면 원시적인 서사 문학이 이 노래가 제작될 무렵에 들어와 다분히 서정적인 색채가 가미되었고, 한국의 문학이 서사 문학에서 서정 문학으로 넘어가는 과정에 이루어진 듯하다. 또 아름다운 이 노래의 배경으로 흥미 있는 설화가 곁들여졌다는 사실은 그만큼 서정 문학이 서사 문학을 압도하고 그 시가적인 위치를 굳혔다고도 할 수 있다.

## 배경 설화[2]
```
고조선
의 뱃사공 곽리자고가 새벽에(아침 일찍) 일어나 배를 손질하고 있었는데, 머리가 센 미친사람(백수 광부)이 머리를 풀어 헤친 채 술병을 들고 물을 건너고 있었다. 뒤쫓던 그의 아내가 소리치며 막았으나, 결국 그는 물에 빠져 죽었다. 이에 그의 아내는 공후를 뜯으며 슬프게 노래를 부르고는 자신도 물에 빠져 죽었다. 곽리자고가 이 노래를 여옥에게 일러 주자, 여옥이 공후를 타며 그 노래를 불러 세상에 전해졌다.
```

## 설명[3]
- 갈래 : 고대 가요, 한역 시가, 서정시
- 성격 : 서정적, 애상적, 체념적
- 주제 : 임과 사별한 슬픔
- 어조 : 애상적인 여성의 목소리
- 제재 : 임의 죽음